# جولي زهرة
جولي زهرة (بالإنجليزية: Julie Zahra)‏ هي مغنية مالطية، ولدت في 1982.